# Cecily von Ziegesar
Cecily Brooke von Ziegesar, född 27 juli 1970 i New York, är en amerikansk romanförfattare.
von Ziegesar har skrivit bokserierna Gossip Girl, The It Girl och Tre x Carlyle. I serien om Gossip Girl finns det över 10 böcker som är baserade på hennes uppväxt.